# Дялов капитал
Дялов капитал или дялово финансиране е финансиране на предприятие с което се прави инвестиция, за разлика от кредитирането, където се отпуска заем.
Предприемачът продава дялове или акции на фонда за дялов капитал и по този начин финансира проекта си.
Едно от основните предимства на дяловото финансиране е, че не се поема конкретен ангажимент за връщане на парите (освен в специфичните случаи, когато се предлага опция за излизане на инвеститора от бизнес начинанието). Другото предимство е, че чрез включване чрез дял, инвеститорът се ангажира по-директно с конкретното развитие на начинанието.
Често цитиран недостатък на дяловото финансиране е, че чрез отдаване на определен дял от бизнеса, собственикът (или собствениците) на начинанието отдава част от контрола, който е имал дотогава.